# Xenotrichula cornuta
Xenotrichula cornuta is een buikharige uit de familie Xenotrichulidae. Het dier komt uit het geslacht Xenotrichula. Xenotrichula cornuta werd in 1954 voor het eerst wetenschappelijk beschreven door Wilke. 